# Cauloramphus cymbaeformis
Cauloramphus cymbaeformis är en mossdjursart som först beskrevs av Walter Douglas Hincks 1877.  Cauloramphus cymbaeformis ingår i släktet Cauloramphus och familjen Calloporidae. Inga underarter finns listade i Catalogue of Life.